# Wasted but Dangerous
Wasted But Dangerous, släppt 1988, är rockgruppen Wolfsbanes tredje och sista demoskiva innan deras första album, Live Fast, Die Fast släpptes.